# Sarah Walker (personaje de Chuck)
Sarah Walker es el alias de uno de los personajes principales de la serie televisiva estadounidense de ficción Chuck, de la cadena NBC, interpretado por la actriz Yvonne Strahovski.
Su primer nombre, Sam, fue revelado en el episodio "Chuck contra el nombre falso", y su segundo nombre, Lisa, en "Chuck contra el Wookie". Walker es una de los dos agentes asignados por el NSA y la CIA para proteger a Chuck Bartowski después de que él, sin saberlo, descargara una computadora secreta del gobierno conocida como la Intersect en su cerebro. Ella es la protagonista femenina de la serie y el interés romántico principal de Chuck Bartowski.

## Biografía
Muy poca información sobre el pasado de Sarah ha sido revelada. Las únicas personas fuera de su familia a las cuales dio a conocer su verdadero nombre, el cual es "Sam", son  Daniel Shaw (ahora muerto) y Chuck. Otras personas de su pasado sólo la conocieron por su segundo nombre, Lisa. Su padre era un estafador y gran parte de su juventud estuvo moviéndose de una ciudad a otra y cambiando de alias, en parte dependiendo de sus planes en curso. Asistió al menos en su último año de escuela secundaria y se graduó en 1998, bajo el alias de Jenny Burton. Durante la reproducción de "Know Ya!" al principio de "Chuck contra el Wookie", ella menciona que tiene una hermana, sin embargo, actualmente se desconoce si esto es verdad o parte de la identidad que creó como parte de su cubierta. Nada se ha revelado acerca de la madre de Sarah.
Como un niña creciendo, Sarah no sólo era consciente de las actividades de su padre, sino que participó activamente en ellas. Una de las estafas implica a Sarah engañando a un conductor de camión blindado haciéndole creer que la había golpeado con el vehículo mientras viajaba en su bicicleta, mientras que su padre decía ser médico y la examinaba. Durante la confusión, levantarían el dinero del vehículo. Otro truco es el "Lichtenstein", en la que su padre se hacen pasar por un inventor alemán o de negocios que intenta vender una invención o una mercancía valiosa que en realidad nunca existió.
En algún momento de 1998, antes de su graduación, el padre de Sarah fue detenido por su propia seguridad, después de una estafa que le salió mal y ponía en peligro su vida. Él dejó escondido algo de dinero por si ocurría una emergencia, y fue mientras Sarah recuperaba este dinero que se le acercó por primera vez el director de la CIA Graham. La tomó como protegida después de comentar sobre los varios alias que ella había tenido desde niña y le dio el nombre de Sarah Walker. Aunque aparentemente fue "reclutada" en ese momento, por medio de un "flashback" quedó claro que ella continuó en la escuela secundaria; varios de los niños populares se burlaron cruelmente de ella, llamándola "hija de presidiario" a causa del encarcelamiento de su padre. Según NBC.com los expedientes de espía de Walker muestran que fue a la Universidad de Harvard. También pasó un año con el Servicio Secreto.
Aunque en varios episodios Walker expresó dudas o miedo al compromiso en su relación con Chuck, en "Chuck contra el Golpe de Estado", admitió (mientras que Chuck fingía estar dormido) que si él estuviera dispuesto a proponerle casamiento, ella aceptaría, y en "Chuck contra la Fase Tres", le dijo que quería casarse con él. Ella también demostró ser mucho más peligrosa, cruel y de sangre fría cuando Chuck está en peligro, lo que no es más aparente que en "Chuck contra la Fase Tres", donde Sarah cruza varias líneas (incluyendo el secuestro y tortura de un ayudante de Tailandia) para rescatar a Chuck, asustando a Morgan, y, en palabras de Casey, mostrando más de lo que era antes de Chuck, una Sarah Walker que ni a Casey, ni Sarah, ni a ella misma, le gustaba.